# Fanny Bouvet
Fanny Bouvet (* 15. Februar 1994 in Versailles) ist eine französische Wasserspringerin. Sie startet für den Verein CPS Rennes im Kunstspringen vom 1-m- und 3-m-Brett sowie mit Marion Farissier im 3-m-Synchronspringen, trainiert wird sie von Frederic Pierre.
Bouvet errang ihren ersten internationalen Erfolg bei der Junioreneuropameisterschaft 2008 in Minsk, in ihrer Altersklasse gewann sie den Titel vom 3-m-Brett. Sie bestritt die Olympischen Jugend-Spiele 2010 in Singapur, wo sie vom 3-m-Brett Rang neun belegte. Im Erwachsenenbereich nahm sie erstmals an der Europameisterschaft 2010 in Budapest teil, schied jedoch vom 1-m-Brett nach dem Vorkampf aus. Erste Finals erreichte Bouvet 2011 im Synchronspringen, mit Farissier belegte sie bei der Weltmeisterschaft in Shanghai Rang elf und bei der Europameisterschaft in Turin Rang sieben. Bouvet qualifizierte sich im Einzel vom 3-m-Brett für die Olympischen Spiele 2012 in London.